# FIL-Preis

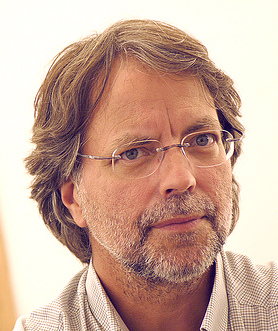
Der mosambikanische Schriftsteller Mia Couto ist der Preisträger für 2024.

Der FIL-Preis, offiziell Premio FIL de Literatura en Lenguas Romances, ist einer der wichtigsten lateinamerikanischen Literaturpreise. Er ist mit 150.000 US-$ dotiert und wird seit 1991 auf der Internationalen Buchmesse Guadalajara (FIL) an Autoren verliehen, die in romanischen Sprachen publizieren. Er war ursprünglich nach dem mexikanischen Schriftsteller Juan Rulfo benannt; nach Streitigkeiten mit den Erben des Autors wurde diese Benennung ab 2006 fallen gelassen.

## Preisträger
- 1991: Nicanor Parra (Chile)
- 1992: Juan José Arreola (Mexiko)
- 1993: Eliseo Diego (Kuba)
- 1994: Julio Ramón Ribeyro (Peru)
- 1995: Nélida Piñón (Brasilien)
- 1996: Augusto Monterroso (Guatemala)
- 1997: Juan Marsé (Spanien)
- 1998: Olga Orozco (Argentinien)
- 1999: Sergio Pitol (Mexiko)
- 2000: Juan Gelman (Argentinien)
- 2001: Juan García Ponce (Mexiko)
- 2002: Cintio Vitier (Kuba)
- 2003: Rubem Fonseca (Brasilien)
- 2004: Juan Goytisolo (Spanien)
- 2005: Tomás Segovia (Spanien)
- 2006: Carlos Monsiváis (Mexiko)
- 2007: Fernando del Paso (Mexiko)
- 2008: António Lobo Antunes (Portugal)
- 2009: Rafael Cadenas (Venezuela)
- 2010: Margo Glantz (Mexiko)
- 2011: Fernando Vallejo (Mexiko, hat seinen kolumbianischen Pass abgegeben)
- 2012: Alfredo Bryce Echenique (Peru)
- 2013: Yves Bonnefoy (Frankreich)
- 2014: Claudio Magris (Italien)
- 2015: Enrique Vila-Matas (Katalonien/Spanien)
- 2016: Norman Manea (Rumänien)
- 2017: Emmanuel Carrère (Frankreich)
- 2018: Ida Vitale (Uruguay)
- 2019: David Huerta (Mexiko)
- 2020: Lídia Jorge (Portugal)
- 2021: Diamela Eltit (Chile)
- 2022: Mircea Cărtărescu (Rumänien)
- 2023: Coral Bracho (Mexiko)
- 2024: Mia Couto (Mosambik)

## DerPremio de Literaturas Indígenas de América
Eine Ergänzung zum Hauptpreis für Werke, die in den in Lateinamerika dominierenden Sprachen Spanisch und Portugiesisch verfasst wurden, ist ein ebenfalls während der Internationalen Buchmesse von Guadalajara verliehener Sonderpreis: der Premio de Literaturas Indígenas de América (PLIA), der Preis der indigenen Literaturen Amerikas. Er ist mit 25.000 US-$ dotiert und zeichnet Schriftsteller aus, die in einer der indigenen amerikanischen Sprachen schreiben. Preisträger des Jahres 2015 war der auf Tzeltal schreibende Mexikaner Josías López Gómez.